# Cripples, Bastards, and Broken Things
Cripples, Bastards, and Broken Things er den fjerde episode af HBOa middelalderlige fantasy tv-serie Game of Thrones, der først gang blev sendt den 8. maj 2011. Den blev skrevet af Bryan Cogman og instrueret af Brian Kirk.  I denne episode undersøger Lord Eddard Stark, den nye Konges Hånd, den pludselige død af sin forgænger. Jon Snow Eddards uægte søn, forsvarer en ny rekrut, der netop har tilsluttet sig Nattens Vogtere på "uren". Den landsforviste prins Viserys bliver mere og mere frustrerede over Dothraki horde, som han har brug for at invadere Westeros og genvinde sin krone fortsætter med at dvæle ved Vaes Dothrak. Episoden slutter med Eddards kone Catelyn arrestere Tyrion Lannister på mistanke om forsøge på at myrde hendes søn Bran.
Titlen kommer fra den originale bog, hvor Tyrion giver Bran Stark med en speciel sadel, der vil tillade ham at ride på trods af hans lammelser i benene, og Tyrion siger: "Jeg har en blød plet i mit hjerte for krøblinge og bastarder og ødelagte ting". Mens episoden er mere performance-heavy end de tidligere episoder, steg dens seertal let i den tredje episode, og det blev godt modtaget af kritikerne. Kulisserne på Muren blev fremhævet af flere kritikere, som særligt overbevisende og tilgængelige.

## Plot
Ligesom tidligere episoder, "Cripples, Bastards, and Broken Things" sker handlingen i flere forskellige steder i og omkring kongeriget Westeros. Det meste af handlingen finder sted i hovedstaden, Kings Landing, hvor Lord Eddard Stark (Sean Bean) netop er ankommet for at tage sin stilling som Kongens Hånd. På Muren, Nattens Vogters hjem og Eddards hjemby Winterfell i den nordlige del af kongeriget sker en del af handlingen også. Uden for Westeros i et land på tværs af Det smalle Hav ankommer Dothraki til byen Vaes Dothrak.

### På Kings Landing
Lord Eddard Stark begynder stille og roligt spørgende ind til Jon Arryn død den tidligere Kongen Hånd, der længe havde tjent som Kongeriges øverste administrative adelsmand. Da han spurgte Grand Maester Pycelle (Julian Glover), om Jon Arryn i sine sidste dage, erfarer Stark, at Arryn sidste ord var "frøet er stærk", og at han læste en bog med titlen The Lineages and Histories of the Great Houses of the Seven Kingdoms.
Hjulpet af Petyr "Lillefinger" Baelish (Aidan Gillen) og hans net af informanter, følger Stark op på to spor om de sidste dage af hans forgængers liv. Han betvivler en smedlærling hvem Jon Arryn havde besøgt i sine sidste dage, og på grund af hans lighed med kong Robert, udleder Stark, at drengen er kongens uægte søn. Eddard også planer om at sætte spørgsmålstegn ved Jon Arryns tidligere væbner, men den nyligt udråbte ridder bliver dræbt, i en dyst i turneringen afholdt til Eddards ære. Ridderen der er ansvarlig for hans alt for tidlige ende er Ser Gregor Clegane (Conan Stevens), også kendt som "Mountain" på grund af hans tårnhøje størrelse. Han er en Lannister Bannerman og er bror til "Hound" Sandor Clegane. Baelish fortæller Sansa hemmeligheden om Clegane brødrene: som børn, brændte Gregor brutalt sin brors ansigt, hvilket forklarer Hounds ar.

### På tværs af det smalle Hav
Dothrakis horde ankommer til byen Vaes Dothrak. Den landsforviste prins Viserys Targaryen (Harry Lloyd) venter utålmodigt på hæren, som Khal Drogo (Jason Momoa) enige med ham om at låne ham, som den tilbudte pris for hans søster Daenerys (Emilia Clarke), for at generobre de syv kongeriger. Da Viserys misforstår Daenerys' invitation til middag som en ordre, bliver han vred og slår hende. For første gang, kæmper Daenerys tilbage og slår hendes forbløffet bror og lovede, at det næste gang han lægger en hånd på hendes vil være "den sidste gang [han] er hænder." Senere fortæller den forviste ridder Jorah Mormont (Iain Glen) hende, at Viserys ikke ville være en god leder for invasionen af Westeros og trods hvad Viserys mener, er folk i de syv kongeriger ligeglad der regerer dem, så længe de har det godt.

### På Muren
Nattens Vogtere modtager Samwell Tarly (John Bradley), en ny rekrut, der hurtigt bliver udsat for mobning af våbenmesteren Ser Alliser Thorne (Owen Teale). Sam er fed, frygtsom og klodset. Hans far tvang Sam til at "tage den sorte", og forsage sin arv, fordi han betragtede Sam uværdig, truer med at dræbe Sam og videregive hans død ud som en jagtulykke, hvis han nægtede.  Jon Snow (Kit Harington) forsvarer Sam og overbeviser resten af rekrutter om ikke at skade ham, til Thornes store raseri. Thorne forsvarer sin behandling som afgørende, eftersom livet nord for Muren er meget barsk især om vinteren, advarer Jon og Sam om at stramme op, eller vil de ikke have nogen chance for at overleve.

### I nord
Tyrion (Peter Dinklage) stopper ved Winterfell, da han er på vej tilbage til Kings Landing efter hans besøg på Muren. Han får en kold velkomst fra Robb Stark (Richard Madden), der handler som Lord af Winterfell i faderens Eddards fravær. Robb mistænker Lannisterne for at være bagmændene ved hans yngre bror Brans fald og den efterfølgende attentatforsøg. På trods af den kolde modtagelse, viser Tyrion den nu forkrøblede Bran venlighed ved at give ham en sadel, der vil tillade ham at ride igen på trods af hans lammelser i benene. Før han forlader Winterfell, har Tyrion en snak med Theon Greyjoy (Alfie Allen), og håner ham om, hvordan de Greyjoys og deres land, Iron Islands, forsøgte på et mislykket oprør mod kong Robert, og kalder Theon en "gidsel" til Stark familien.

### På Inn at the Crossroads
Længere mod syd, stopper Tyrion og hans lille følge, for at tilbringe natten på Inn at the Crossroads. Der er genkender han Lady Catelyn Stark (Michelle Fairley) i forklædning. Da hendes identitet er afsløret, anmoder hun om hjælp fra sin fars bannermænd, som er stede på kroen, om at til fange tage Tyrion til retssag for mordforsøg på Bran.

## Produktion

### Skrivning
"Cripples, Bastards, and Broken Things " er den første episode af serien, der ikke blev skrevet af showets skabere og executive producers David Benioff og D. B. Weiss. Manuskriptet blev forfattet af forfatteren Bryan Cogman, baseret på George R. R. Martin's oprindelige værk .
"Heldigvis når muligheden kom for et script, der skal skrives, sagde fyrene ja, og ingen kender disse karakter bedre end Bryan -ved at lader give ham en chance! Jeg troede, det var bare en øvelse, da David kom op og spurgte, om jeg ønsket at skrive for episode fire, sagde jeg, "Oh! Tja, det er rart, at han forsøger at give mig noget at lave.
Vi lavede post-produktion på piloten dengang, og jeg havde ikke helt så meget at gøre omkring denne tid, så jeg tænkte det var en sympatisk gestus. Så jeg gik hjem og skrev det, og så sagde de: "Nå, det er det, det er episode 4.".
Cogman arbejdede på Game of Thrones's pilot som en skriftlig assistent og fik jobbet som script-editor for den fulde serien og den uofficielle "keeper af mythos" til showet, der har til opgave at skrive seriens bibel der skitsere karakter og for baggrundsinformation, og sørge for, at den verdensberømte bygning forblev konsekvent. I denne egenskab blev han kontaktet af Benioff og Weiss, der bad ham om at skrive en handling for fjerde episode. I det han troede kun en øvelse, der ville være helt omskrevet af en anden professionel forfatter, afsluttede han det script, der endte med at blive episode fire. 
Kapitlerne i bogen er omfattet i denne episode er Bran IV (minus de første par sider, som indgik i den tidligere episode), Eddard V, Jon IV, Eddard VI, Catelyn V, Sansa II, og Daenerys IV (kapitel 25-29 og 36). Blandt de scener, der er lavet for showet er der de samtaler mellem Theon og Tyrion, Sansa og Septa Mordane, Doreah og Viserys, Jory Cassel og Jaime, Jon og Samwell samt Eddard Stark og Cersei. Karakteren Alliser Thorne er givet nogle mere dybde, ved at retfærdiggøre sin hårdhed over for de nye rekrutter, og en mere afdæmpet udgave af Brans drøm er inkluderet. ¨

### Casting
Denne episode introducerer karakter Samwell Tarly, en ny rekrut i Nattens Vogtere og en selvstændig beskrevne kujon. John Bradley blev castet efter, skuespilleren første professionelle udseende efter eksamen fra Manchester Metropolitan Teaterskole. Scenen, der anvendes i auditions, tilhørte "Cripples, Bastards, and Broken Things" med Sam  derforklare Jon hvordan hans far tvang ham til at blive Vogter. Ifølge forfatter og executive producer George R. R. Martin, leverede Bradley "en hjerteskærende præstation."
Den australske skuespiller Conan Stevens, hvis officielle hjemmeside siger at hans højde er 214 cm (7 '1/4 "ft),  vises først som den gigantiske ridder Gregor Clegane, kendt som "Bjerget". Conan Stevens havde forsøgt at slutte sig til produktion siden HBO begyndte at udvikle Game of Thrones. Da karakteren Gregor Clegane, den rolle, han troede, han var mest udstyret til, ikke vises i pilotepisoden, gik han audition til rollen som Khal Drogo stedet, i håb om at blive bemærket af castingsteam. Selv om Khal Drogos rolle gik til Jason Momoa blev Stevens valgt til Gregor.
Andre tilbagevendende roller gør deres første optræden i episoden omfatter Dominic Carter som chef for Byens Vogtere Janos Slynt, Jerome Flynn som lejesoldat ("sellsword") Bronn og Joe Dempsie som smedens lærling Gendry. Karakteren Gendry blev ældre i serien, end han optræder i bøgerne. 

### Filme steder
Episoden blev skudt på Belfasts studio The Paint Hall, herunder indendørs skud af Kings Landing,  og på stedet i hele Nordirland: Scenerne der finder sted på Castle Black fortsat bliver filmet på den store udvendige sæt bygget på forladte stenbrud i Magheramorne, og begrundelsen for den ødelagte Shane's Castle blev brugt som placeringen af turneringen, og området er kendt som Sandy Brae, ved foden af Mourne Mountains, blev brugt til indgangen til Vaes Dothrak. Meget af denne episode blev filmet tidligt i produktionen; en Eddard og Arya scene fra denne episode blev filmet på den allerførste dag af optagelserne. 

### Andet
Under scenen i badekarret, hvor Viserys minder om de gamle Targaryen drager, lister han navne op taget fra bøger (Balerion , Meraxes og Vhagar) og andre navne er opfundet til showet. Blandt dem en drage kaldet Vermithrax er nævnt, som er en hyldest til Vermithrax Pejorativ fra filmen Dragonslayer fra 1981.Forfatter George R. R. Martin havde engang rangeret filmen som den femte bedste fantasyfilm i gennem tiderne, og kaldte Vermithrax den "bedste drage nogensinde der er set på film", og den med det "fedeste dragenavn".
Slægtsbogen som Ned modtager fra Pycelle er udarbejdet af Bryan Cogman, som udover at skrive episode fire også fungerede som showets "lore master", og forfattet den historiske baggrund samt indholdet medtaget i den første sæsons DVD og Blu-ray udgivelse. Cogman skrev to sider tekst som beskriver afstamning af fire adelige huse. Teksten vedrørende hus Umbra blev vist i "Cripples, Bastards, and Broken Things", og Baratheon tekst vises i episode seks, "A Golden Crown". Cogman skrev også tekst til husene Targaryen og Royce, men de tilsvarende scener blev fjernet fra det endelige manuskript til episode fire. Cogman sagde, at han trak på romaner og den fan-oprettet hjemmeside Wiki of Ice and Fire til reference, og opfandt hvad der ikke kunne hentes, herunder også nogle navne fra fanopslagstavler på internettet, som interne jokes.

## Modtagelse

### Ratings
"Cripples, Bastards, and Broken Things"s første visning blev set af 2.5 millioner seere, en svag stigning fra den tidligere episode, som var 2.4 mio. Herunder gentagelsen af nattens seerne udgjorde 3.1 mio, hvilket også var på linje med sidste uges ratings. Storbritannien seertallet var steget betydeligt, fra 510.000 til 628.000 seere i den foregående uge.

### Kritisk respons
"Cripples, Bastards, and Broken Things" blev modtaget positivt af kritikerne. Todd VanDerWerff fra AV Club gav det en A-,, og Maureen Ryan fra AOL TV bedømt den med 70 ud af 100 point.
VanDerWerff erklærede at dette var hans foretrukne episode af serien indtil videre, og sagde "en time, der samtidig føles mere propulsive og mere afslappet end de sidste tre." Han indrømmede, at den bedre del af det der blev sendt, var det med mange monologer fra de karakter der eksponere deres motivationer og baggrund. Efter hans mening, blev det gjort dygtigt og effektivt.  IGN's Matt Fowler skrev, at det var den anden store, eksponeringsstærke episode, og at den bedste og mest naturlige scene skete mellem Viserys og Doreah i badet. 
Ud af de forskellige storylines, udpeger mange kritikere scener på Muren som den bedste. Myles McNutt fra Cultural Learnings skrev, at "Jon Snows tid på Muren er måske min favorit centrale beliggenhed, der blev indført i begyndelsen af serien, og det kan i vid udstrækning kan tilskrives arbejdet i denne episode,"  og Maureen Ryan erklærede, at "de er usædvanligt godt spillet og skrevet. John Bradley er en fantastisk tilføjelse, som Samwell Tarley, og jeg fortsætter med at være meget imponeret over Kit Haringtons roligt karismatiske præstation som Jon". Ud over den skuespillet og skrivningen, var begge enige om, at en af grundene til at Nattens Vogtere-scenerne arbejdede for dem er, at det var let at forbinde med historien om en gruppe af rå rekrutter under en benhård træner, der forsøger at forberede dem til at stå over for stor fare.
Lukningensscenen blev rost af HitFixs Alan Sepinwall, som fremhæver Michelle Fairleys skuespil som Catelyn, der samler allierede til at arrestere Tyrion. 

## References
1. ↑  "Episode Guide". Winter is Coming.net. 5. maj 2011. Hentet 4. december 2011.
2. ↑  "'Cripples, Bastards, and Broken Things' Suffer a Tough Weekend in Westeros". Making Game of Thrones. 9. maj 2011. Arkiveret fra originalen 4. marts 2016. Hentet 4. december 2011.
3. 1 2  Garcia, Elio (31. marts 2011). "Interview with Bryan Cogman". Westeros.org. Hentet 9. maj 2011.
4. ↑  Garcia, Elio (3. juli 2011). "EP104: Cripples, Bastards, and Broken Things". Westeros.org. Arkiveret fra originalen 3. marts 2016. Hentet 4. december 2011.
5. ↑  Martin, George R.R. (12. juli 2010). "Two For the Watch". Not a Blog. Hentet 9. maj 2011.
6. ↑  Stevens, Conan. "Conan Stevens Biography". conanstevens.com. Hentet 9. maj 2011.
7. ↑  Stevens, Conan (8. juli 2010). "Ser Gregor Clegane I Am". conanstevens.com. Hentet 9. maj 2011.
8. ↑  Martin, George R.R. (10. august 2010). "Take a Bow". Not a Blog. Hentet 9. maj 2011.
9. ↑  "Dispatches From The Seven Kingdoms: Genre Bending". Making Game of Thrones. 29. juli 2010. Arkiveret fra originalen 28. marts 2016. Hentet 4. december 2011.
10. ↑  "FAQ". Winter is Coming.net. Hentet 11. maj 2011.
11. ↑  "Dispatches From The Seven Kingdoms: Delayed Missives". Making Game of Thrones. 23. september 2010. Arkiveret fra originalen 26. marts 2016. Hentet 4. december 2011.
12. ↑  "Dispatches From The Seven Kingdoms: Queens and Daughters". Making Game of Thrones. 23. juli 2010. Arkiveret fra originalen 27. marts 2016. Hentet 4. december 2011.
13. ↑  Garcia, Elio (27. maj 2011). "Easter Eggs for the Fans". Suvudu. Hentet 24. juni 2011.
14. ↑  "George R.R. Martin's Top 10 Fantasy Films". The Daily Beast. 11. april 2011. Hentet 24. juni 2011.
15. ↑  "Inside the creation of the Game of Thrones box set with Bryan Cogman". winteriscoming.net. 22. februar 2012. Arkiveret fra originalen 29. februar 2012. Hentet 23. februar 2012.
16. ↑  Hibberd, James (10. maj 2011). "'Game of Thrones' ratings rise again". Entertainment Weekly. Hentet 4. december 2011.
17. ↑  Laughlin, Andrew (10. maj 2011). "Strangeways' locks up 5.5m on ITV1". Digital Spy. Hentet 4. december 2011.
18. 1 2  VanDerWerff, Todd (8. maj 2011). "Cripples, Bastards, and Broken Things". A.V. Club. Hentet 10. maj 2011.
19. ↑  Ryan, Maureen (11. april 2011). "Review: With 'Game of Thrones,' HBO Attempts to Live the Fantasy". TV Squad. Arkiveret fra originalen 20. maj 2011. Hentet 10. maj 2011.
20. ↑  Fowler, Matt (8. maj 2011). "Game of Thrones: "Cripples, Bastards and Broken Things" Review". IGN. Hentet 4. december 2011.
21. ↑  McNutt, Myles (8. maj 2011). "Game of Thrones – "Cripples, Bastards, and Broken Things"". Cultural Learnings. Hentet 10. maj 2011.
22. ↑  Ryan, Maureen (8. maj 2011). "'Game of Thrones,' Season 1, Episode 4 Recap". TV Squad. Hentet 10. maj 2011.
23. ↑  Sepinwall, Alan (8. maj 2011). "Review: 'Game of Thrones' – 'Cripples, Bastards and Broken Things': Wall stories". HitFix. Arkiveret fra originalen 10. maj 2011. Hentet 10. maj 2011.

## Eksterne links
- "Cripples, Bastards, and Broken Things" at HBO